# Alki
Alki — французька фабрика, що виробляє меблі та предмети інтер'єру. Заснована у 1981 році. Головний офіс знаходиться в Ітксассу, Франція. Спеціалізується на виготовленні обідніх, барних столів і стільців із натурального дерева. 

## Історія
1981—1986
Компанія була створена в 1981 році в сільській та непромисловій місцевості біля Ітксассу, маленького селища у Північній Країні Басків біля Піренейського передгір'я. Ідея створення належить п'ятьом друзям, які об'єднали свої зусилля для створення робочих місць у цій місцевості. Назва «alki» означає «стілець» баскською мовою. З самого початку, виробництво Alki було зосереджене на традиційних меблях, в основному для продажу на французькому ринку.
З самого початку компанія зіштовхнулась з труднощами; в 1984 році пожежа знищила частину виробничого цеху. Всі члени кооперативу реконструювали будівлю.
Рівень вимог в роботі з деревиною, якість матеріалів і запуск колекцій меблів дозволило Alki зайняти значне місце в секторі французьких традиційних меблів. У 1986 році на виробництво були прийняті більш досвідчені майстри і всього кількість працівників досягла 15 чоловік.
1994—1998
У середині 1990-х років, в Іспанії, Португалії та Італії сталася девальвація валюти, і з цього моменту, основні дистриб'ютори класичних меблів звернулися до цих країн за поставками. Сектор французької меблевої промисловості почав страждати від наслідків такої сильної конкуренції.
У 1998 році Alki визначила необхідність диференціації пропозицій і тому почала поєднувати у виробництві дерево із кованим залізом.
2005—2010
У 2005 році сектор традиційних меблів продовжував різко скорочуватися. Пейо Уальде, керівник Alki, був більше стурбований критичною позицією компанії і вирішив зв'язатися із французьким промисловим дизайнером Жаном-Луї Іратцокі. В результаті плідної співпраці з Іратцокі була випушена колекція Emea, яка визначила новий напрямок розвитку компанії.
У 2007 році на паризькій виставці Maison & Object з двома абсолютно новими колекціями Emea і Laia — компанія всього за кілька років змогла створити свій впізнаваний стиль, зробивши ставку на чистоту ліній, лаконічність форм і стриманий дизайн.
У 2010 році під художнім керівництвом Іратцокі, були розроблені нові колекції меблів разом із дизайнерами Самюелем Аккосеберрі і Патріком Норге. У цих колекціях були використані поєднання дуба та натуральної вовни. 
з 2014
Alki оснастила меблями не тільки сучасні житлові будинки, традиційні апартаменти, ресторан Музею MuCEM в Марселі, офіси Quiksilver, але і головні офіси таких іменитих брендів, як Hermès and Levi Strauss.

## Дизайнери
- Жан-Луї Іратцокі (1965, Сен-Жан-де-Люз)
- Самюель Аккосеберрі (1972, Бордо)
- Патрік Норге (1969, Тур)

## Колекції
Основу асортименту Alki складають обідні, барні столи і стільці. У каталозі представлені також журнальні столики, письмові столи, крісла, лавки, сидіння для відвідувачів, меблі для зберігання: полиці, тумби, стелажі. Всі предмети виготовляються із натуральної деревини. Стільці і лавки можуть бути виконані без оббивки або обтягнуті фетром, текстилем, шкірою нейтральних або яскравих тонів.
У назвах усіх без винятку колекцій використані автентичні слова з баскської мови. Значна частина моделей розроблена дизайнером Жаном Луї Іратзокі.
| - Laia - Makil - Kuskoa - Koila - Heldu - Triku - Jantzi | - Kimua - Landa - Emea - Saski - Biga - Lasai |

## Проекти
Проекти, що оснащені меблями Alki:
| - Ресторан Mina, Більбао. Стільці Koila, барні стільці Kuskoa і столи Triku. - Ресторан Wabi Sabi, Вальядолід. Стільці Makil. - Max Hotel, Париж. Колекції Laia і Kuskoa. - Музей європейських та середземноморських цивілізацій (MUCEM), Марсель. Колекції Kuskoa, Koila and Triku у ресторані. - Офіс DNB, Осло. Колекція Laia. - Приватний будинок Milady, Біарріц. Барні стільці Triku та колекція Laia. - Ресторан La Mère Brazier, Ліон. Колекція Laia. - Спортивний центр Promulins, Швейцарія. Стільці Laia. - Музей Місто океану та хвиль, Біарріц. Стільці Kuskoa та столи Laia у кафетерії. - Спа-центр Thermes d'Evian, Ев'ян-ле-Бен. Стільці Laia. - Ресторан Food Embassy, Москва. Барні стільці Kuskoa і стільці Koila - Офіс Solidarity House, Ортез. Колекції Emea і Laia - B&B Uriarte, Більбао. Колекція Kimua. - Архітектурна студія Leibar & Seigneurin, Байона. Колекція Laia. - Офіс Quiksilver Europe, Сен-Жан-де-Люз. Колекція Landa. - Готель Zazpi, Сен-Жан-де-Люз. Колекція Laia. | - Готель Marceau, Париж. Стільці Emea. - Ресторан Ubon, м. Кувейт. Стільці Kuskoa. - Семінарська каплиця у Ларрессорі, Північна Країна Басків. Стільці Emea. - Музей Фонтенбло, Франція. Лавки Emea. - Готель Le Morgane, Шамоні. Стільці Jantzi. - Бар Lukas, Сан-Себастьян. Колекція Laia. - Будинок House B, Штуттгарт. Колекція Emea. - Архітектурна студія Arotcharen, Країна Басків. Стільці Triku. - Бар If Dogs Run Free, Австрія. - Ресторан Ttotta, Сен-Пе-сюр-Нівель. Колекції Kimua і Emea. - Креативний простір Olatu Leku, Англет. Крісла Lasai. - Приватний будинок, Берастегі. Стілець Laia і колекція Landa. - Приватний будинок, Сан-Себастьян. Колекція Heldu. - Ресторан Saturne, Париж. Колекція Laia, столи Emea та стільці Biga. - Готель Hegia, Країна Басків. Колекція Emea. - Спортивний центр Yoga Center, м. Кувейт. Стільці і лавки Laia. |

## Нагороди
- PUC (2014) від UNIFA за ресторан Mina (Більбао)[1].
- Срібний трофей (2014) від Laus Trophies (Барселона)[2]